# والیبال در بازی‌های آسیایی ۲۰۱۴ – مردان
والیبال سالنی در بازی‌های آسیایی ۲۰۱۴ - مردان (انگلیسی: Volleyball at the 2014 Asian Games – Men) ۱۵امین مسابقات والیبال بازی‌های آسیایی ۲۰۱۴ در بخش مردان بود که از ۲۰ سپتامبر تا ۳ اکتبر سال ۲۰۱۴ در شهر اینچئون، کره جنوبی برگزار شد که در نهایت ایران به مقام قهرمانی و مدال طلا دست یافت.

## گروه بندی
| گلدان A                                          | گلدان B                                       | گلدان C                                | گلدان D                                 |
| ------------------------------------------------ | --------------------------------------------- | -------------------------------------- | --------------------------------------- |
| کرهٔ جنوبی (میزبان) · قطر (۸) · قزاقستان · تایوان | ژاپن (۱) · عربستان سعودی (۷) · پاکستان · کویت | ایران (۲) · هند (۶) · مالدیو · هنگ کنگ | تایلند (۴) · چین (۵) · ترکمنستان · برمه |

### برنز
| تاریخ  | زمان  | ورزشگاه |     | امتیاز |           | ست ۱  | ست ۲  | ست ۳  | ست ۴  | ست ۵ | مجموع | گزارش  |
| ------ | ----- | ------- | --- | ------ | --------- | ----- | ----- | ----- | ----- | ---- | ----- | ------ |
| ۰۳ Oct | ۱۷:۰۰ | SOG     | چین | ۱–۳    | کرهٔ جنوبی | ۲۵–۲۰ | ۲۰–۲۵ | ۱۳–۲۵ | ۲۲–۲۵ |      | ۸۰–۹۵ | Report |

### طلا و نقره
| تاریخ  | زمان  | ورزشگاه |      | امتیاز |       | ست ۱  | ست ۲  | ست ۳  | ست ۴  | ست ۵ | مجموع  | گزارش  |
| ------ | ----- | ------- | ---- | ------ | ----- | ----- | ----- | ----- | ----- | ---- | ------ | ------ |
| ۰۳ Oct | ۱۹:۳۰ | SOG     | ژاپن | ۱–۳    | ایران | ۲۶–۲۸ | ۲۵–۲۳ | ۱۹–۲۵ | ۱۹–۲۵ |      | ۸۹–۱۰۱ | Report |

## رده بندی نهایی
| رده | تیم           |
| --- | ------------- |
| 1   | ایران         |
| 2   | ژاپن          |
| 3   | کرهٔ جنوبی     |
| ۴   | چین           |
| ۵   | هند           |
| ۶   | قطر           |
| ۷   | تایلند        |
| ۸   | کویت          |
| ۹   | تایوان        |
| ۱۰  | قزاقستان      |
| ۱۱  | پاکستان       |
| ۱۲  | عربستان سعودی |
| ۱۳  | ترکمنستان     |
| ۱۴  | برمه          |
| ۱۵  | هنگ کنگ       |
| ۱۶  | مالدیو        |

| قهرمانان بازی‌های آسیایی ۲۰۱۴ |
| ---------------------------- |
| · ایران · اولین عنوان        |

| فهرست تیم ۱۲ نفره                                                                            |
| محمودی, عبادی پور, معروف , قائمی, موسوی, فیاضی, ظریف, غلامی, غفور, میرزاجانپور, مهدوی, تشکری |
| سرمربی                                                                                       |
| کواچ                                                                                         |